# مربع الخريف

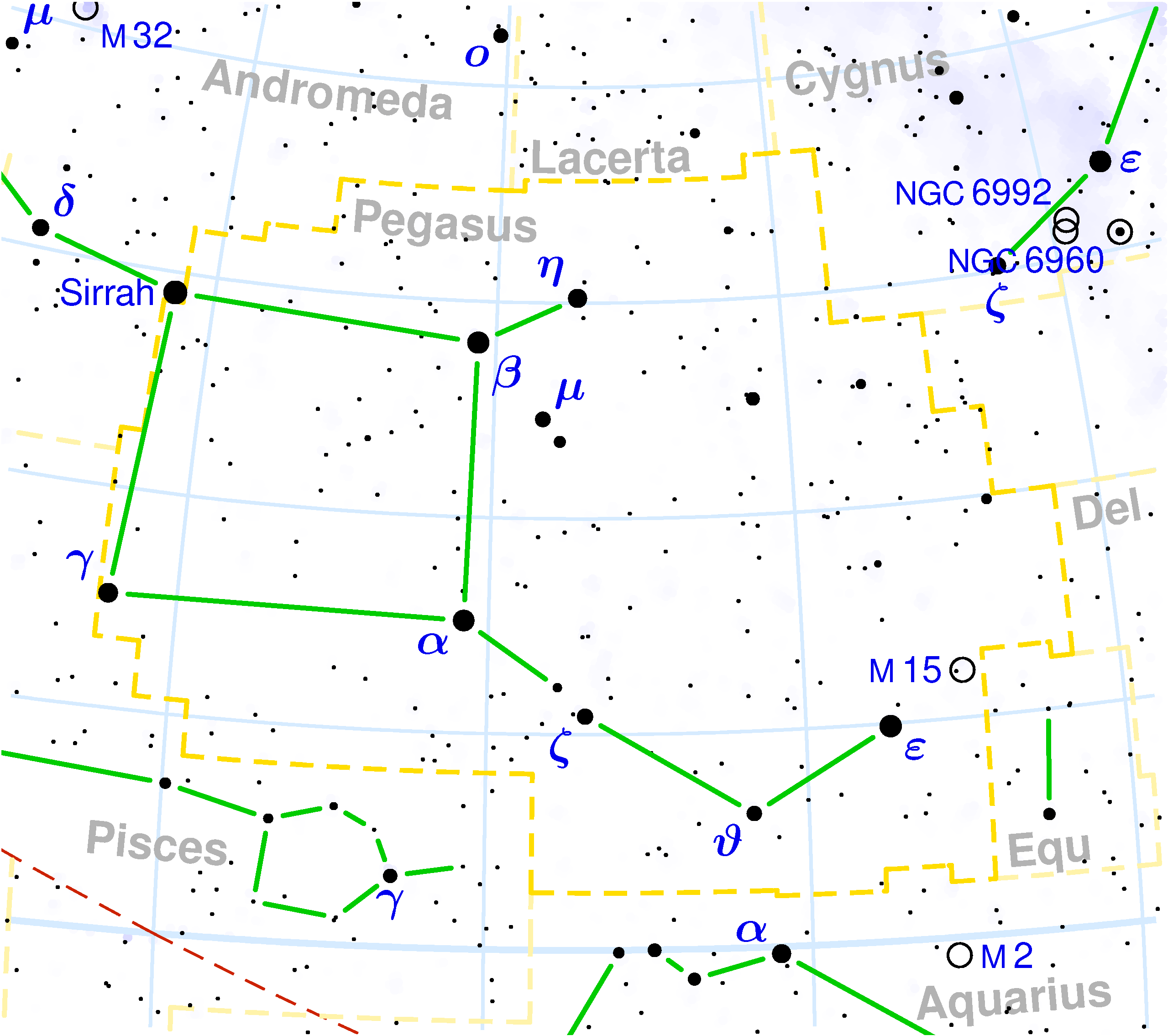
خريطة لمربع الخريف ضمن كوكبة الفرس الأعظم. يتكون مربع الخريف من ثلاثة نجوم وهي الجنب (Gamma Pegasus) والساعد (Beta Pegasus) ومنكب الفرس Alpha Pegasus، ورابعهم هو سرة الفرس من كوكبة المرأة المسلسلة.

مربع الخريف أو مربع الفرس الأعظم في الفلك هو صورة نجمية من أربعة نجوم من أشد نجوم السماء تألقًا في شكل مربع . يبلغ القدر الظاهري لتلك النجوم من التصنيف 2 . يتكون من أربع نجوم :
- الجنب في كوكبة الفرس الأعظم،
- الساعد في كوكبة الفرس الأعظم،
- منكب الفرس في كوكبة الفرس الأعظم،
- سرة الفرس في كوكبة المرأة المسلسلة.

يمكن رؤيا مربع الخريف ابتداء من الصيف مع حلول الظلام في اتجاه شمال الشرق، ويعلو في السماء خلال الخريف، حتى يقترب في أكتوبر من اتجاه الجنوب الشرقي وبالتالي الجنوب. ويقع نحو 20 درجة شمال خط الاستواء الفلكي.
ثلاثة من نجوم المربع تنتمي إلى كوكبة الفرس الأعظم أما رابعهم سرة الفرس، فينتمي إلى كوكبة المرأة المسلسلة . لذلك يسمى هذا التشكيل النجمي أيضا «مربع الفرس الأعظم».
لا توجد نجوم تشكيل مربع الخريف على نفس البعد من الأرض . وتوزيعها كالآتي:
- الجنب ويبعد عن الأرض نحو 470 سنة ضوئية،
- الساعد ويبعد عن الأرض نحو 196 سنة ضوئية،
- منكب الفرس ويبعد عن الأرض نحو 130 سنة ضوئية،
- سرة الفرس ويبعد عن الأرض نحو 97 سنة ضوئية .

وتنتمي تلك النجوم إلى قائمة ألمع النجوم.